# Lennart Winqvist
Alfred Lennart Winqvist, född 18 maj 1921 i Esbo, död 28 mars 2016 i Helsingfors, var en finlandssvensk skolman. 
Winqvist studerade först vid lärarseminariet i Nykarleby 1947, avlade studentexamen 1954 och blev filosofie magister 1966. Han var föreståndare för Finnå folkskola i Esbo 1947–1958, för Nykarleby seminariums folkskola 1959–1966 samt folkskolinspektör i Jakobstad 1964–1970. Under 1970-talet var han centralt involverad i genomförandet av grundskolereformen i Finland, till en början (1970–1971) som tillförordnad överinspektör vid Skolstyrelsens försöks- och forskningsbyrå 1970–1971 och sedan som tillförordnad byråchef vid undervisningsbyrån vid Skolstyrelsens svenskspråkiga avdelning 1972–1973. Han var utbildningschef vid Ålands landskapsstyrelse 1974–1980, med undantag för åren 1975–1976, då han var biträdande avdelningschef vid länsskolavdelningen i Nylands län. Han var avdelningschef vid Skolstyrelsens svenskspråkiga avdelning från 1980 till pensioneringen 1987. 
Winqvist engagerade sig aktivt i lärarnas fortbildning som kursledare och föreläsare i de kurser i grundskolepedagogik och skolförvaltning som ordnades vid sommaruniversitet och medborgar- och arbetarinstitut runtom i Svenskfinland. Han hade flera förtroendeuppdrag, bland annat stadsfullmäktigeledamot i Nykarleby 1965–1967, medlem i Rundradions skolprogramkommitté 1968–1972 samt koordinator och ledare för översättningsarbetet av grundskolans läroplanskommittés betänkande (I–II) till svenska 1970–1971. Som medlem av Åbo Akademis planeringskommitté för lärarhögskolan i Vasa 1973 bidrog han väsentligt till inrättandet av lärarutbildningen i staden. Han skrev och medverkade i ett flertal läroböcker för grundskolan, bland annat geografiläroboken Vår värld, årskurs 3–9, (tillsammans med Harry Krogerus) 1961–2002 samt framträdde som debattör och artikelskribent i pedagogiska frågor i fackpress och dagstidningar. Han blev hedersmedlem i Svenska skolhistoriska föreningen i Finland 1999 och hederskommodor i segelsällskapet Ägir i Nykarleby sedan 1975.